# Pischahorn
Das Pischahorn ist ein 2980 m ü. M. hoher Berg in Graubünden.

## Beschreibung
Das Pischahorn liegt im Silvretta und besteht hauptsächlich aus Gneis. Gegen Norden fällt es steil in das Vereinatal ab, hier befindet sich auch ein kleines Firnfeld. Gegen das südlich gelegene Flüelatal und das westlich gelegenes Mönchalptal fällt es dagegen deutlich sanfter ab. Auf dem Gipfel verläuft die Gemeindegrenze von Davos und Klosters-Serneus.

## Erschliessung
Das Pischahorn ist durch Wanderwege erschlossen und kann aus dem Mönchalptal oder dem Flüelatal bestiegen werden. Der Gipfel bietet einen schönen Rundumblick über die Region. Auf der Südflanke wird seit 1967 ein Wintersportgebiet von den Sportbahnen Pischa betrieben. Die ursprüngliche Planung sah vor, dass auch der Gipfel Pischahorn mit Hilfe einer Luftseilbahn erschlossen werden sollte. Dies wurde aber aus Kostengründen, und da die Schweizer Armee damals Schiessübungen in dem Gebiet durchführte, nie umgesetzt.

## Einzelnachweise

Vereinatal und Pischahorn, historisches Luftbild von Werner Friedli (1950)